# تورستن هاس
تورستن هاس (بالألمانية: Torsten Haß)‏ (21 نوفمبر 1970 - ) ، المعروف أيضًا باسم مستعار كيم جودال (بالألمانية: Kim Godal) ، شاعر وكاتب مسرحي وروائي وكاتب وأمين مكتبة.

على سبيل المثال ، كتب Bibliotheken für Dummies.
نُشر الكتاب في أكتوبر 2019 وأعيد طبعه مرتين بسبب ارتفاع الطلب عليه.
تم طلب ما يقرب من 60 ألف كتاب بحلول نهاية عام 2020.

تلقى الكتاب عدة مراجعات ويستخدم في العديد من الجامعات.

أمثلة:
- مكتبة جامعة توبنغن

- مكتبة جامعة بوخوم

- مكتبة جامعة بينجن (راينلند_بالاتينات)

## وصلات خارجية
- KVK (ألمانيا ، النمسا ، سويسرا ، وورلد كات): Torsten Haß
- KVK (ألمانيا ، النمسا ، سويسرا ، وورلد كات): Kim Godal